# Jaime Romero
Jaime Romero Gómez (* 31. Juli 1990 in Valdeganga) ist ein spanischer Fußballspieler.

## Karriere

### Verein
Jaime Romero wurde in der Gemeinde Valdeganga der spanischen Provinz Albacete geboren und startete hier in der Jugend der Provinzmannschaft Albacete Balompié mit dem Vereinsfußball. Zur spanischen Zweitligasaison 2008/09 wurde er in den Profikader aufgenommen und schaffte es auf Anhieb in die Startelf. Als Achtzehnjähriger absolvierte er bis zum Saisonende 36 der möglichen 42 Ligaspiele und erzielte dabei drei Tore.
Zum Sommer 2009 wechselte er zum italienischen Erstligisten Udinese Calcio. Hier spielte er in der ersten Saison überwiegend für die Reservemannschaft und kam nur in vier Partien für die Profis zum Einsatz. Ab dem Sommer 2010 wurde er erst an den AS Bari ausgeliehen und im Sommer 2011 an den FC Granada.
Zur Rückrunde der Spielzeit ging Romero als Leihspieler in die türkische Süper Lig zu Orduspor. Nachdem Orduspor zum Saisonende den Klassenerhalt verpasst hatte, kehrte Jaime Romero zu Udinese zurück.
Im Sommer 2013 lieh Real Madrid den linken Mittelfeldspieler für ein Jahr aus um die Zweitmannschaft Real Madrid Castilla zu verstärken.

### Nationalmannschaft
2008 absolvierte Romero sechs Einsätze für die spanische U-19-Nationalmannschaft.